# Когога
Когога — невелике озеро, знаходиться на кордоні Бурунді і Руанди, 130 км північно-східніше міста Бужумбура. Розташоване на висоті 1348 метрів над рівнем моря, площа озера обраховується від 65 км до 74,5—19,5 км² в Руанді, 59 км² в Бурунді. На території озера розташований острів Кігва. Когога простягається на 27 км у довжину з північногого заходу на південний схід, сильно розгалужене. Біля озера розташована гора Гітве, озеро Рвігінда, водотік Ругамура. Озеро сполучається із річкою Аканьяру під час повеней через проміжне дно приблизно двічі на рік.